# یاکونینو
یاکونینو (به لاتین: Yakunino) یک منطقهٔ مسکونی در روسیه است که در باشقیرستان واقع شده‌است.